# Wappen der Provinz Salamanca

Wappen der Abgeordnetenversammlung der Provinz Salamanca, das als Provinzwappen verwendet wird

Die Abgeordnetenversammlung der Provinz Salamanca nahm zu einem Zeitpunkt nach dem 11. Juni 1996 ein verändertes Wappen an, das auch als Provinzwappen verwendet wird. Am besagten Tag war das Stadtwappen von Salamanca geändert worden, welches auch Bestandteil des Provinzwappens ist.

## Beschreibung
In der Heraldik werden die Bezeichnungen rechts und links grundsätzlich aus der Sicht der Person verwendet, die den Schild vor sich her tragen würde, also entgegengesetzt zur Sicht des Betrachters.
Der Wappenschild ist quadriert und trägt einen ovalen Herzschild. Die fünf Felder stehen damit für die fünf Gerichtsbezirke der Provinz, wie sie seit 1965 bestehen. Oben rechts stehen in Blau drei goldene, 2:1 gestellte Säulen mit korinthischen Kapitellen für Ciudad Rodrigo. Das obere linke Feld zeigt ebenfalls in Blau fünf goldene, 2:1:2 gestellte Bienen für Béjar. Im unteren rechten Feld stehen in Silber fünf goldene, schwarz vermauerte, 2:1:2 gestellte Zinnentürme mit blauen Tür- und Fensteröffnungen für Peñaranda de Bracamonte, während sich im unteren linken Feld in Silber eine rote Feder und ein silbernes Schwert mit goldenem Griff unter einem blauen Plattkreuz kreuzen, was Vitigudino repräsentiert. Der Herzschild, der für Salamanca steht, ist im Deichselschnitt geteilt. Im rechten Feld steht in Silber eine schwarz vermauerte, vierbogige Brücke aus naturfarbenen Steinen, auf welcher rechts ein schwarzer, nach rechts schreitender Stier und links ein grüner, entwurzelter Feigenbaum stehen. Das linke Feld zeigt in Gold vier rote Pfähle, der blaue Rand des Feldes ist mit acht silbernen Tatzenkreuzen belegt. Im Schildhaupt stehen in Silber zwei rotgezungte, einander zugewandte, naturfarbene Löwenköpfe. Auf dem Schild ruht die geschlossene spanische Königskrone.

## Historische Herkunft der Wappenbestandteile
1. Die drei Säulen verweisen auf die römische Siedlung Mirobriga Vettonum. Sie wurden auf das Jahr 6 nach Christus datiert und wohl schon 1557 an der Straße von Ciudad Rodrigo Richtung Salamanca aufgestellt, wo sie heute noch stehen.[3][4]
2. Die Bienen (spanisch abejas), ein sprechendes Symbol für den Namen Béjar, erscheinen erstmals 1331 im Wappen der Stadt.[5]
3. Die Herkunft der Türme im Wappen von Peñaranda de Bracamonte lässt sich nicht sicher aufklären; vielleicht ist sie in der Grenzlage zwischen den Königreichen Kastilien und Léon begründet.
4. Die rote Feder im Wappen von Vitigudino erinnert an dort geborenen Rechtsgelehrten und Professor Francisco Ramos del Manzano (1604–1683) und das silberne Schwert an einen weiteren Sohn der Stadt, Nicolás de Rivera el Mozo, der 1535 zum Gefolge Francisco Pizarros bei der Neugründung der Stadt Lima gehörte.[6] Das Plattkreuz schließlich erinnert an die Schlacht im Kastilischen Erbfolgekrieg vom 14. Januar 1476, dem Tag des hl. Antonius Abbas, zwischen den Truppen von Isabella der Katholischen und Johanna von Kastilien.[7]
5. Die Brücke rechts im Herzschild ist die Puente Romano über den Río Tormes, die bereits vor dem 2. Jahrhundert errichtet wurde. Der Stier auf der Brücke erinnert an die Gegend Campo Charro um Salamanca, wo auf den Landgütern Kampfstiere gezüchtet werden. Dass der grüne Baum auf der Brücke seit 1996 als Feigenbaum gedeutet wird, beruht auf einer Fehlinterpretation von Versen des Werkes Triunfo Raimundino des Juan Ramón de Trasmiera von 1512, wo von einer „abgeflachten Figur eines Stiers“ (spanisch figura aplatada de toro) auf der Brücke die Rede ist und nicht von einem Feigenbaum (spanisch figuera).[8] Charakterbaum der Gegend um Salamanca war immer die Steineiche (spanisch encina). Der Baum taucht in den frühen erhaltenen Stadtwappen von 1619 und 1622 nicht auf.[9] Die vier roten Pfähle entstammen dem Wappen der Adelsfamilie Rodríguez de las Varillas aus Salamanca. Diese haben sie wiederum dem Wappen Aragoniens entlehnt.[9] Auch der blaue, mit Tatzenkreuzen belegte Schildrand entstammt dem Wappen der Familie Rodríguez, wie in der Urkunde des Wappenkönigs Pedro Salazar de Girón von 1649 bestätigt wird.[10]

## Vorgängerversion
Am 20. Mai 1965 erschien die Vorgängerversion des heutigen Wappens als 41. Briefmarke einer Serie Escudos provinciales españoles. Damals hatte die Provinz Salamanca noch acht Gerichtsbezirke, die alle im Wappen vertreten waren. Im ersten Feld stand in Blau eine goldene, schwarz vermauerte, dreibogige Brücke über acht blau-weißen Wellenbalken. Auf der Brücke wehte von einem Fahnenmast eine rot-golden-rote Fahne nach links. Beiderseits der Fahne waren je zwei goldene achtzackige Sterne zu sehen. Dieses Feld repräsentierte Alba de Tormes. Im zweiten Feld befand sich in Blau eine gewölbte, goldene, schwarz vermauerte, dreibogige Brücke über sechs blau-weißen Wellenbalken zwischen zwei goldenen Vierecktürmen mit schwarzen Schießscharten. Auf der Brücke ritt ein geharnischter Ritter auf einem Schimmel nach rechts. Dieses Feld stand für Ledesma. Im dritten Feld befanden sich in Blau drei goldene, 2:1 gestellte Säulen mit korinthischen Kapitellen für Ciudad Rodrigo. Im vierten Feld kreuzten sich in Silber unter einem goldenen Tatzenkreuz eine blaue Feder und ein ebensolches Schwert für Vitigudino. Das fünfte Feld zeigte in silbernem Feld auf grünem Feld rechts eine goldene Festung mit erhöhtem Mittelturm und links einen grünen, bewurzelten Baum, gegen den sich von links ein goldenes Wildschwein stützte. Dieses Feld repräsentierte Sequeros. Im sechsten Feld standen in Blau fünf goldene, 2:1:2 gestellte Bienen für Béjar. Das siebte Feld zeigte in Silber fünf goldene, schwarz vermauerte, 2:1:2 gestellte Zinnentürme mit blauen Tür- und Fensteröffnungen für Peñaranda de Bracamonte. Der Herzschild, der Salamanca repräsentierte, war zu dieser Zeit annähernd rechteckig und im Deichselschnitt geteilt. Die vier roten Pfähle auf goldenem Grund standen damals rechts, umgeben von einem silbernen Rand, belegt mit acht goldenen Kreuzen. Links stand in Silber die goldene, schwarz vermauerte, vierbogige Brücke mit dem nach rechts schreitenden Stier, links begleitet von einem entwurzelten Baum mit grüner Krone. das Oberfeld zeigte zwei schwarze Schlangen auf silbernem Feld. Auf dem Schild ruhte damals die offene spanische Königskrone.